# Kaakdieren
De Gnathostomata of kaakdieren zijn een groep van dieren die behoort tot de chordadieren (Chordata). De groep wordt gekenmerkt door het bezit van kraakbeenachtige kaken die door de meeste anatomen worden geïnterpreteerd als de eerste kieuwboog.
Andere kenmerken van deze groep:
- De kieuwboog is intern ten opzichte van de kieuwen.
- 3 half-cirkelvormige kanalen in plaats van 2 in het binnenoor.
- Bepaalde zenuwvezels zijn met omhulsels van myeline omgeven.
- De hemoglobine bevat ketens van 4 aminozuren 2α en 2β.

De Gnathostomata omvatten de kraakbeenvissen (Chondrichthyes) en de beenvisachtigen (Osteichthyes). Tot deze laatste groep behoort echter niet alleen de groep moderne beenvissen maar ook de gemeenschappelijke voorouder van al hun op het land levende verwanten; de viervoeters of Tetrapoda. Vrijwel alle gewervelde dieren (vissen, amfibieën, reptielen, vogels en zoogdieren) behoren daarom tot de Gnathostomata.